# Gabriel Horn
Gabriel Horn o White Deer of Autumn (1947) és un escriptor i activista wampanoag. Estudià a la Universitat de Florida i fou activista de l'AIM durant els anys setanta. Autor de llibres sobre pensament nadiu americà com Ceremony - In The Circle of Life (1983), Contemplations of a Primal Mind (1996), The Book of Ceremonies (2000), The crane (1988), Native heart: an american odyssey (1993) i la novel·la Transcendence.